# Гаражни рок
Гаражни рок је стил поп музике, сиров и енергичан поджанр рокенрола који је цветао средином 1960-их пре свега у Сједињеним Америчким Државама и Канади, али и на другим местима. У то време није имао одређено име и није био признат као засебан жанр, али је признат у раним 1970-им, а нарочито после издавање компилације Nuggets 1972. која је учинила много у дефинисању и препознатљивости жанра. Термин потиче из перцепције да су многе групе чинили млади аматери који су увежбавали у породичним гаражама, иако су многи били професионалци.